# Марсел Десаји
Марсел Десаји (фр. Marcel Desailly; 7. септембар 1968) је бивши француски фудбалер и национални репрезентативац.

## Биографија

### Ране године
Родио се као „Оденке Абеи“ у Акри, главном граду Гане. Променио је име и презиме, када се његова мајка удала за француског конзула у Гани. Са 4 године отишао је у Француску. У почецима каријере пуно му је помогао старији полубрат Сет Адонкор, такође фудбалер, који је рано погинуо у саобраћајној несрећи.

### Клупска каријера
Од 1986. до 1992. године играо је за Нант. Једну сезону играо је за Олимпик Марсељ са којим је освојио Лигу шампиона 1993. године и европски Суперкуп 1994. године. Играо је за италијански Милан од 1993. до 1998. године. У 164 наступа постигао је 7 голова. Већ у првој сезони, поново је освојио Лигу шампиона. Први је фудбалер којем је то успело две године заредом у двема различитим клубовима. Дао је гол у финалу. Освојио је две италијанска првенства 1994. и 1996. године.
Прешао је у енглески Челси 1998. године и играо тамо до 2004. године. У 156 наступа на позицији бека постигао је 7 голова. Играо је одлично у тандему са Французем Франком Лебефом. Освојио је ФА куп 2000. године, и европски Суперкуп 1998. године.
Каријеру је завршио у катарској лиги. Са клубом Ал-Гарафа освојио је катарско првенство 2004. године, а следеће године је са клубом Катар освојио 2. место.

### Репрезентативна каријера
За репрезентацију Француске је играо од 1993. до 2004. године. У 116 наступа постигао је 3 гола. Одиграо је важну улогу у освајању титула светских првака на Светском првенству 1998. у Француској, европских првака на Европском првенству 2000. у Белгији и Холандији те победника Купа конфедерација 2001. и 2003. Био је капитен репрезентације после европског првенства 2000. године. Био је рекордер по броју наступа за француску репрезентацију од 2003. до 2006. године, када га је престигао Лилијан Тирам.

## Успеси
| Марсељ - УЕФА Лига шампиона: 1992/93. Милан - Серија А (2): 1993/94, 1995/96. - УЕФА Лига шампиона: 1993/94. - Суперкуп Италије (2): 1994, 1996. - УЕФА суперкуп (1): 1994. Челси - УЕФА суперкуп: 1998. - ФА куп: 1999/00. - ФА Комјунити шилд: 2000. Француска - Светско првенство: 1998. - Европско првенство: 2000. - Куп конфедерација: 2001, 2003. |